# Equanimal
Equanimal es una organización no lucrativa española de defensa de los derechos de los animales. Proviene de la fusión en 2006 de "Alternativa para la Liberación Animal" (ALA, 1986) y "Derechos para los Animales" (2002). En 2012 pasó a formar parte de Igualdad Animal.
Están centrados al combatir cualquier elemento que consideran explotación animal, como puede ser la experimentación con animales, las granjas peleteras y el uso de pieles como vestimenta, el abandono de animales, los circos que utilizan animales y los zoológicos, la caza y la pesca o la tauromaquia.
Los métodos que utilizan principalmente son la concienciación mediante campañas informativas,  los actos protesta frente a lugares públicos como embajadas, manifestaciones y en ocasiones rescates abiertos.
Desde 2007 participan en el saboteo de la "copa Nacional de Caza del Zorro", que se celebra cada año en Galicia, en la cual persiguen a los cazadores haciendo ruido con megáfonos para asustar así a las zorras y evitar que sean abatidas.
Junto con ésta, dentro de las acciones realizadas que más repercusión han tenido sueño las consistentes en saltar al "ruedo" al acabar una corrida de toros o el "asalto" en la pasarela Cibeles durante un desfile.
A veces han colaborado con organizaciones similares en protestas por situaciones como la caza de focas en Canadá.
Equanimal se unió a la organización Igualdad Animal en noviembre del 2012 convirtiéndose en Igualdad Animal / Animal Equality. 